# 熊汝成
熊汝成（1908年—1995年），男，湖北蕲春人，中国泌尿外科专家、医学教育家，中国泌尿外科事业奠基人。